# Ласгуш Порадеци

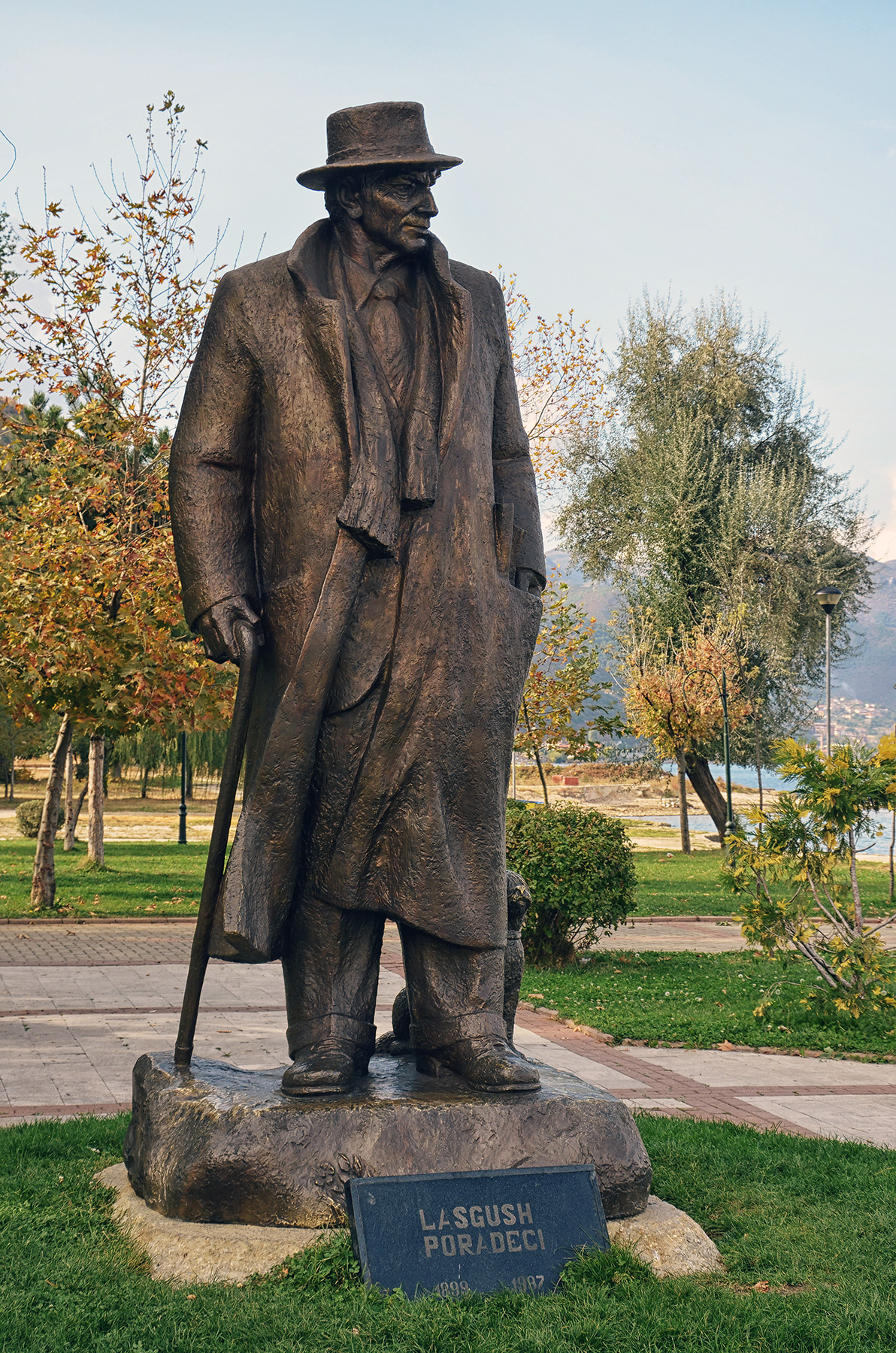
Памятник Ласгушу Порадеци в г. Поградец

Ласгуш Порадеци (настоящее имя — Ллазар Сотир Гушо) (алб. Lasgush Poradeci ; 27 декабря 1899, Поградец, вилайет Манастир, Османская империя — 12 ноября 1987, Поградец, Албания) — албанский поэт, переводчик.

## Биография
Родился в семье аромунского происхождения. В 1916—1919 годах учился во франкоязычной школе в Афинах. В 1919 году заболел и, благодаря финансовой поддержке Софии Шлиман, смог лечиться на одном из греческих курортов.
В 1924 году, благодаря гранту албанского правительства, окончил Академию искусств в Бухаресте, продолжил учёбу в области филологии в Университете Граца, где слушал лекции Норберта Йокля. В мае 1933 года защитил докторскую диссертацию на тему творчества Михая Эминеску. Пребывание поэта в Бухаресте оказало решающее влияние на его литературное развитие. Именно здесь он познакомился и подружился с поэтами-романтиками.
В 1934 году вернулся в Албанию, где работал школьным учителем рисования в Тиране.
Опубликовал свою первую книгу стихов. Начал публиковать стихи в различных периодических изданиях на албанском языке: иллюстрированном национальном еженедельнике Shqipëri' e re, издаваемом в Констанце и Dielli. В его стихах этого периода уже обнаруживалось известное теософское родство с румынским лириком Михаем Еминеску (1850—1889).
С 1944 по 1947 год, в первые неспокойные годы коммунистического правления, был безработным, жил со своей женой в Тиране на скудную зарплату учителя.
При власти Энвера Ходжи его работы были запрещены. Чтобы заработать на жизнь, Л. Порадеци работал в издательстве Naim Frashëri, как переводчик, занимался научной работой.
Порадеци является автором двух сборников стихов «Vallja e yjve» («Танец звёзд») и «Ylli i zemrës» («Звезда сердца»), опубликованных в Румынии в 1933 и 1937 годах соответственно. Напечатал несколько стихов в литературных журналах конца 1930-х и 1940-х годов.
Работы его содержат экзотические элементы пантеистической мистики, вводят то, что он называл метафизикой творческой гармонии. Стихотворение Порадеци создают метафизический мост от психических состояний и тягостных настроений земного бытия к возвышенным сферам возвышенного, к источнику всей творческой энергии.
Эстет-романтик, лишенный каких-либо искупительных идеологических ценностей, тайно восхваляемый многими критиками и знатоками, никогда не пользовался одобрением послевоенных марксистских догматиков. Помимо стихов о природе и стихов в метафизическом ключе, переработанных и переизданных в многочисленных версиях, Порадеци был также автором ряда любовных стихов, а также нескольких стихов на национальные темы, всего около ста стихотворений.
Занимался переводами. Переводил «Евгений Онегин» Пушкина, произведения Лермонтова, Блока, Маяковского, Мицкевича, Брехта и других на албанский язык.

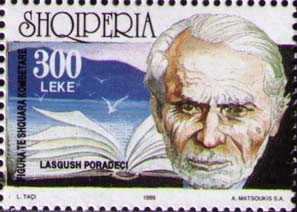
Почтовая марка с изображением Л. Порадеци

Умер в нищете в г. Поградец.

## Память
- В 1999 году посмертно награждён орденом Nderi i Kombit (Честь нации).
- В декабре 2006 года в центре г. Поградец ему был открыт памятник.
- Родном городе его имя носят культурный центр и библиотека.
- В 1999 году почта Албании выпустила марку с его изображением.